# 冠動脈CTカルシウムスキャン
冠動脈CTカルシウムスキャン（かんどうみゃくCTカルシウムスキャン、Coronary CT calcium scan）は、冠動脈虚血性心疾患の重症度を評価するための心臓のコンピュータ断層撮影（CT）スキャンである。

## 解説
具体的には、冠動脈のアテローム性プラークにカルシウムが沈着し、動脈を狭くして心臓発作のリスクを高めていないかどうかを調べる。これらの石灰化は、減衰が大きいため、CTで検出することができる。この重症度は、石灰化スコアや冠動脈カルシウム（CAC）スコアとして提示されることがある。CACスコアは、心イベント、心疾患死亡、および全死亡のリスクを示す独立したマーカーであり、さらに、他の心血管リスクマーカーに追加の予後情報を提供する。特に若年患者では、アガットストン・スコアが0でも閉塞が存在する場合がある。典型的な冠動脈CTカルシウムスキャンは、放射線造影剤を使用せずに行われるが、冠動脈CT血管造影のように、造影画像から行うこともできる。この検査は、心臓ゲーティングにより動きを排除して行うのが最適だが、動きがある場合でも推定することができる。

## 適応症
フラミンガムリスクスコア（FRS）に基づく中間リスク（クラスI）、早期冠動脈疾患（CAD）の家族歴に基づく低リスク（クラスIIa）、および糖尿病を有する低リスク患者（クラスIIa）である。
症状のある患者では、診断を容易にするための最良の方法を示すフィルターまたはツールとして、CACスコアの解釈において検査前の確率に常に重きを置くべきである。したがって、症候性患者ではCACスコアのみの使用は制限される。
糖尿病患者において、CACスコアは、無症候性虚血のスクリーニングやより積極的な臨床治療が有益な、最もリスクの高い患者の同定に役立つ。
しかし、冠状動脈CT血管造影（CTA）は、主要有害心イベント（MACE）リスクの判定において冠動脈CTカルシウムスキャンよりも優れている。
他の適応症のために撮影された胸部X線写真でCACを測定できる可能性があり、放射線被曝を増やすことなく、最小限の限界費用で虚血性心疾患の一次スクリーニングができる可能性がある。

## アガットストン・スコア
アガットストン・スコアは、開発者のアーサー・アガットストンにちなんで命名されたもので、冠動脈CTカルシウム検査における石灰化カルシウム量の指標である。当初の研究は、電子線コンピュータ断層撮影法（超高速CTまたはEBCTとしても知られる）に基づいていた。スコアは、特定の冠動脈における石灰化の最高密度に割り当てられた加重値を用いて算出される。密度はハウンスフィールド単位（HU）で測定され、130～199HUを1点、200～299HUを2点、300～399HUを3点、400HU以上を4点とする。この重み付けスコアに冠動脈石灰化の面積（平方mm）を乗じる。例えば、左前下行動脈における冠動脈石灰化の "斑点 "の大きさは4平方mmで、ピーク密度は270HUである。したがって、スコアは8（4平方mm×加重スコア2）となる。 心臓の断層スライスは厚さ3mmで、冠動脈起始部から心臓下壁まで平均約50〜60スライスである。すべての断層スライスについて、各冠動脈の石灰化のカルシウムスコアを合計して、総冠動脈カルシウムスコア（CACスコア）とする。
アガットストン・スコアは、その臨床的検証の長い歴史から、今日頻繁に用いられている。アガットストン・スコアには、腫瘤ベースのカルシウムスコア、容積ベースのカルシウムスコア、病変特異的カルシウムスコアなど、いくつかのバリエーションがある。

## 病変特異的カルシウムスコア
病変特異的カルシウムスコアが開発された。個々の石灰化病変は、幅、長さ、密度、主要冠動脈入口からの距離などのパラメータを用いて特徴づけられ測定される。研究により、病変特異的カルシウムスコア法は、心臓における重大な閉塞の予測において、従来のアガットストン・スコアよりも優れていることが示されている。この方法を保護する特許出願が提出されている。

## 放射線量
平均すると、1回の検査で約2.3ミリシーベルトの被曝をすることになり、これは胸部X線（正面と側面）23枚分に相当する。最新の装置とプロトコルを使用すれば、1ミリシーベルトの被曝も可能である。特定の患者の正確な被曝線量は、使用する装置の種類、患者の体格、さまざまな撮影オプション（レトロスペクティブゲーティングとプロスペクティブゲーティングなど）によって異なるため、患者が自分の被曝線量を知ることは困難である。
2009年の研究では、45～75歳（男性）または55～75歳（女性）の間に5年ごとにCAC検査を受けた10万人ごとに、放射線誘発がんの症例が42人（男性）または62人（女性）追加されることが示された。